# Aéroport international Albrook Marcos A. Gelabert de Panama

L'aéroport international Albrook "Marcos A. Gelabert" ([pourquoi ?]en espagnol : Aeropuerto Internacional de Albrook "Marcos A. Gelabert")[pourquoi ?](code IATA : PAC • code OACI : MPMG) est un aéroport public situé à 1,5 km ouest[Quoi ?] du centre-ville de Panama, dans la province de Panama. Il se trouve sur le site de l’ancienne base aérienne d’Albrook . Auparavant, l’aéroport était situé dans la région de Paitilla Punta Paitilla (es) , fonctionnant pendant environ 70 ans jusqu'en janvier 1999, date à laquelle l'aéroport a transféré ses activités à Albrook. Le nom a été changé pour honorer l'aviateur panaméen Marcos A. Gelabert, dont les contributions à l'aviation panaméenne comprenaient la création de la première compagnie aérienne du Panama et de la première école de formation de pilotes.
Air Panama propose des vols quotidiens vers de nombreuses villes du Panama depuis l'aéroport d'Albrook. Son siège social est situé sur le terrain de l'aéroport.
Le VOR-DME de Tocumen (Ident: TUM ) est situé à 10,3 milles marins (19 km)   est-nord-est de l'aéroport. Le VOR-DME de l’île de Taboga (Ident: TBG ) est situé à 11,2 milles marins (21 km)   au sud de l'aéroport,.

## Situation
| Ustupu Achutupo Balboa Bocas · del Toro Changuinola Colón Contadora Corazón de Jesús David El Porvenir El Real Garachiné Jaqué Mulatupo Albrook Tocumen Pedasí Playón Chico Puerto Obaldia Sambú Puerto Piña Río Hato Las · Perlas Isla · del Rey |

## Transport terrestre
L'aéroport est desservi par le métro de Panama ainsi que par des bus urbains.

## Voir également
- Liste des aéroports du Panama
- Transports au Panama
- L’aéroport international de Tocumen, un plus grand aéroport situé à l’est de la ville de Panama.